# Ленцинг (город)
Ленцинг (нем. Lenzing) — ярмарочная коммуна (нем. Marktgemeinde) в Австрии, в федеральной земле Верхняя Австрия.
Входит в состав округа Фёклабрук. Население составляет 5179 человек (на 31 декабря 2005 года). Занимает площадь 8,89 км². Официальный код — 41 713.

## Политическая ситуация
Бургомистр коммуны — Вальтер Франц Гайсбергер (СДПА) по результатам выборов 2003 года.
Совет представителей коммуны (нем. Gemeinderat) состоит из 31 места.
- СДПА занимает 23 места.
- АНП занимает 5 мест.
- АПС занимает 3 места.